# 出水駅
出水駅（いずみえき）は、鹿児島県出水市上鯖淵にある、九州旅客鉄道（JR九州）・肥薩おれんじ鉄道の駅である。

## 利用可能な鉄道路線
九州旅客鉄道（JR九州）の九州新幹線が乗り入れており、当駅には「さくら」、または「つばめ」が毎時1 - 2本程度停車する。「さくら」のうち、新大阪駅発着の列車が朝夕を中心に1日に8.5往復停車している。なお、当駅に停車する「さくら」は熊本駅 - 鹿児島中央駅間は各駅停車となる列車のみで、同区間を速達運転する列車は当駅には停車しない。
肥薩おれんじ鉄道線の駅は八代駅と川内駅のほぼ中間に位置しており、車両基地も併設されているため、肥薩おれんじ鉄道線の拠点駅の一つとして機能している。当駅を始発・終着とする列車も多く運行されており、JR九州鹿児島本線への直通快速「スーパーおれんじ」「オーシャンライナーさつま」も大半が当駅発着していた（現在は直通運転が廃止された後に、快速列車自体も廃止されている。現在は休日に運用されている定期運用列車はおれんじ食堂を除き全て各駅停車列車となっている。）。

## 歴史
- 1923年（大正12年）10月15日：鉄道省の駅として開設[1]。
- 1927年（昭和2年）10月17日：湯浦駅 - 水俣駅間開業、八代駅 - 川内駅 - 鹿児島駅間が鹿児島本線に編入される。
- 1949年（昭和24年）6月1日：公共企業体である日本国有鉄道が発足。
- 1929年（昭和4年）5月：出水機関区発足。
- 1949年（昭和24年）6月1日：鹿児島県を行幸する昭和天皇のお召し列車が7分間停車。駅前奉迎が行われた（昭和天皇の戦後巡幸）[2]。
- 1951年（昭和26年）3月：木造駅舎解体。国鉄・JR九州時代の鉄筋コンクリート製駅舎が竣工。
- 1970年（昭和45年）10月1日：鹿児島本線全線電化開業に伴い蒸気機関車の運行が終了。同時に出水機関区所属機関車配置が消滅。
- 1971年（昭和46年）2月1日：出水機関区廃止。同時に出水運転区に改組。
- 1981年（昭和56年）6月2日：出水製紙出水工場閉鎖のため、出水製紙専用線廃止。
- 1984年（昭和59年）2月1日：専用線車扱貨物を含む全貨物取扱廃止[1]。
- 1986年（昭和61年）11月1日：荷物扱い廃止[1]。
- 1987年（昭和62年）4月1日：国鉄分割民営化によりJR九州が継承[1]。
- 1999年（平成11年）6月1日：鹿児島鉄道事業部発足に伴い、出水運転区が鹿児島乗務センターに統合され廃止（但し、運転区機能は同年9月30日まで残っていた）。
- 2002年（平成14年）2月22日：新幹線駅舎の建設に着手[3]。
- 2004年（平成16年）
  - 3月13日：九州新幹線の新八代駅 - 鹿児島中央駅間開業に伴い、停車駅となる。鹿児島本線八代駅 - 川内駅間がJR九州から肥薩おれんじ鉄道に移管され、在来線駅は肥薩おれんじ鉄道の駅となる。
  - 4月1日：肥薩おれんじ鉄道の新駅舎が完成し、改札口と待合室が移転。旧改札口は閉鎖。新築駅舎は鉄道建築協会賞（入選）を受賞した。
- 2018年（平成30年）3月17日：新幹線ホーム（JR九州）の駅員配置を廃止[4]。
- 2021年（令和3年）3月12日：新幹線改札口横にあった売店（キヨスク）が閉店。

## 駅構造

### JR九州
相対式ホーム2面2線を有する高架駅。通過線が無く、安全のために可動式安全柵が設けられている。
みどりの窓口設置の直営駅で、待合室にキヨスクが設置されていた（現在は廃止されており、そのスペースはそのまま改札外の待合室として使用されている）。

#### のりば
| のりば | 路線       | 方向 | 行先             |
| ------ | ---------- | ---- | ---------------- |
| 11     | 九州新幹線 | 上り | 博多・新大阪方面 |
| 12     | 九州新幹線 | 下り | 鹿児島中央方面   |

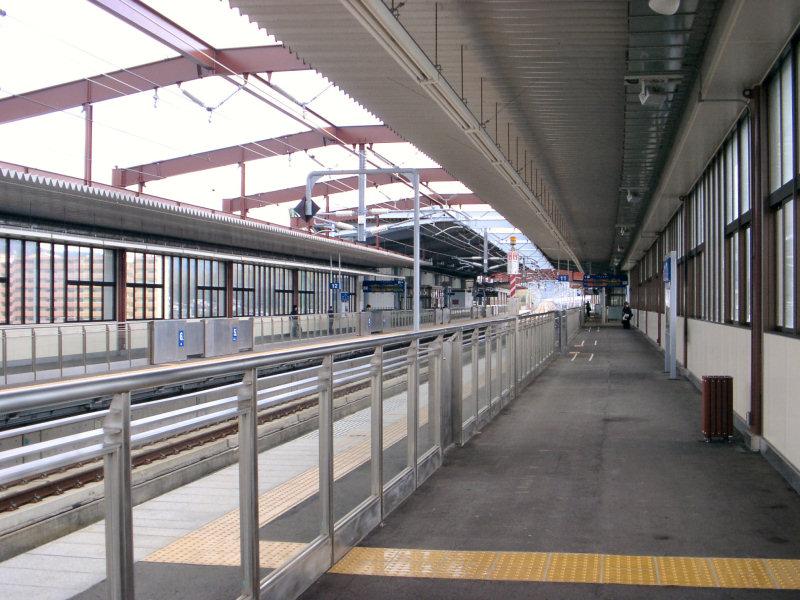
新幹線ホーム
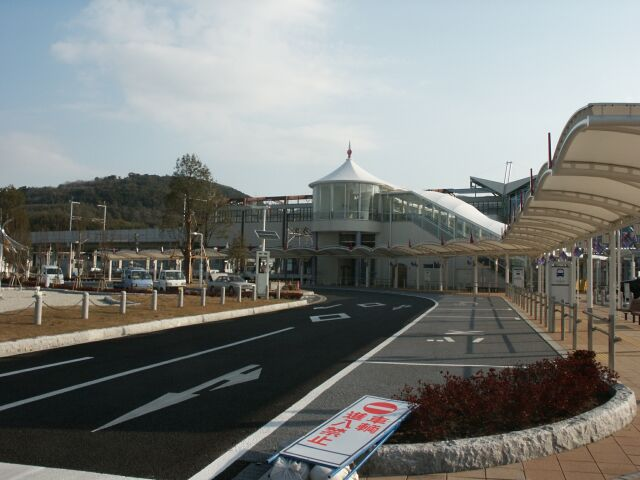
西口駅前ロータリー

### 肥薩おれんじ鉄道
NPO法人北薩倶楽部が管理する簡易委託駅である。駅番号はOR16。自動券売機、出札窓口、待合室を有する駅舎に単式ホーム1面1線と島式ホーム1面2線、合計2面3線を有する地上駅で、在来線部分の改札口は1番線ホームに直結している。新幹線部分の改札は跨線橋に直結しており跨線橋から肥薩おれんじ鉄道ホームに直接入ることが可能。自動券売機は駅舎側に1台の他、新幹線改札口と直結する跨線橋（自由通路）からの乗換の利便性を図るため2・3番乗り場にも1台設置されている。現駅舎は新しい建物だが、その隣に国鉄時代1951年に建てられた2階建て鉄筋コンクリート製旧駅舎が残っており、現在も使用されている。
簡易委託駅で駅係員は出札業務と駅管理のみを行い、運賃収受は運転士が行う。但し、おれんじ感謝デー等のイベント開催等で多客が見込まれる場合は駅係員が改札、集札も行うことがある。
移管当時駅舎は元国鉄・JRのものを仮駅舎としてそのまま使用していたが、元駅舎脇にあった荷物係、構内貨物入換係員の旧詰所を大幅に改装して駅舎に仕立て、2004年4月1日より営業を開始した。それ以降は元駅舎（旧駅長事務室・改札口）部分は改装されて営業部が使用している。現在も1番線ホームに旧改札口の遺構として仮駅舎時代に使用されていた階段やJR時代に使用されていた字幕式の行先時刻案内表示器、改札窓口跡が残っている。かつては駅弁業者の松栄軒本社と製造工場も駅舎に入居して駅弁を製造していたが、2013年10月1日より駅の北東側に新しく建てた新工場に機能を移転している。
肥薩おれんじ鉄道の主要駅の一つで車両基地等の所在駅であり、駅構内川内方の本線と新幹線高架橋の間の用地に乗務員（運転士）詰所・留置線・検修庫・洗浄留置線・給油設備等が設置されている他、駅舎側にはおれんじ食堂のアテンダントなどが所属する営業部も設置されている。そのため、当駅で運転士やアテンダントの交代を行うほか、ダイヤ上の都合や車両に不具合が発生した際、朝ラッシュやイベント開催時、団体乗車等多客乗車が発生した場合等には当駅で車両交換や列車の増解結作業を行う場合がある。また、これらの作業やダイヤ調整、新幹線接続等のため、一部列車以外は当駅で5分から10分程度停車する列車が多く、列車によっては最大27分程停車することもある。
- 営業時間
  - 平日　 9:10 - 15:20
  - 土休日　7:20 - 15:40

忠、毎年3月中旬に隣の高尾野駅付近で開催される「高尾野 中の市」や毎年8月に開催される「高尾野夏祭り」開催時は朝8時頃から夜まで、毎年10月に八代駅付近で開催される「やつしろ全国花火競技大会」開催時は午後2時頃から深夜まで、それぞれ駅が大変混雑するため、臨時に駅係員が配置される。

#### のりば
| のりば  | 路線                | 方向 | 行先             |
| ------- | ------------------- | ---- | ---------------- |
| 1・2・3 | ■肥薩おれんじ鉄道線 | 上り | 水俣・八代方面   |
| 1・2・3 | ■肥薩おれんじ鉄道線 | 下り | 阿久根・川内方面 |

付記事項
- 国鉄時代は主要駅の一つであり、駅構内に出水機関区（後の出水運転区）や電力区・信号通信区・貨車用コンテナヤード・転車台・扇形庫・機関車検修庫・蒸気機関車用給炭・給水施設・職員宿泊施設・職員住宅・独身寮などの諸施設が設置されており、機関車や貨物列車中継基地として栄え、駅東側にある雲海酒造鹿児島工場やマルイ飼料松尾工場付近まで広大な線路（ヤード）が敷かれていた。現在は一部施設を除いて殆どが撤去され、跡地は肥薩おれんじ鉄道の車両基地、九州新幹線の駅施設や線路用地、道路、駐車場、南国交通出水営業所等になっている。
- 本線貨物列車中継の他専用線車扱貨物も取扱っており、駅構内に広大な専用線群が敷かれていた。詳細は後述を参照。
- JR九州時代も1999年まで出水運転区が存在しており、鹿児島本線の運行拠点駅の一つであった。特急つばめ・寝台特急はやぶさ・なはを含めた全列車が停車し、八代方面や川内方面からの普通列車は一部を除いた大半の列車が当駅で折返しており、深夜には夜間停泊も行われていた。
- かつては旧駅舎内にみどりの窓口、キヨスク、ジョイロード（現・JR九州旅行）出水駅旅行センター、駅舎側の1番ホームに駅弁屋「松栄軒」の店舗が設置されていたが、肥薩おれんじ鉄道に移管された際に全て閉店した。このうちみどりの窓口とキヨスクは新幹線改札口（キヨスクは待合室内）に移転し、松栄軒の店舗で発売されていた駅弁は出水市が設置した出水駅観光特産品館「飛来里」に移転して販売を継続している（キオスク（現在廃止）でも販売されていた）。
- 貨物ヤード跡地は数本の側線（列車留置線）が残された他は暫く更地であったが、九州新幹線開業にあたり駅構内や跨線橋、駅前ロータリー、肥薩おれんじ鉄道の車両基地の新設、架線柱や架線の取替等大掛かりな整備が行なわれた。なお車両基地内の運転士詰所や線路（留置線）、跨線橋など施設の一部はJR九州時代のものを再整備の上そのまま使用している。
- 九州新幹線開業より正式な正面は東口となっているが、こちらは閑散としており、裏側の西口の方が賑わいがある。
- 現在、西口に蒸気機関車C56形92号機が置かれている。
- 西口ロータリー横に南国交通出水営業所が存在する。

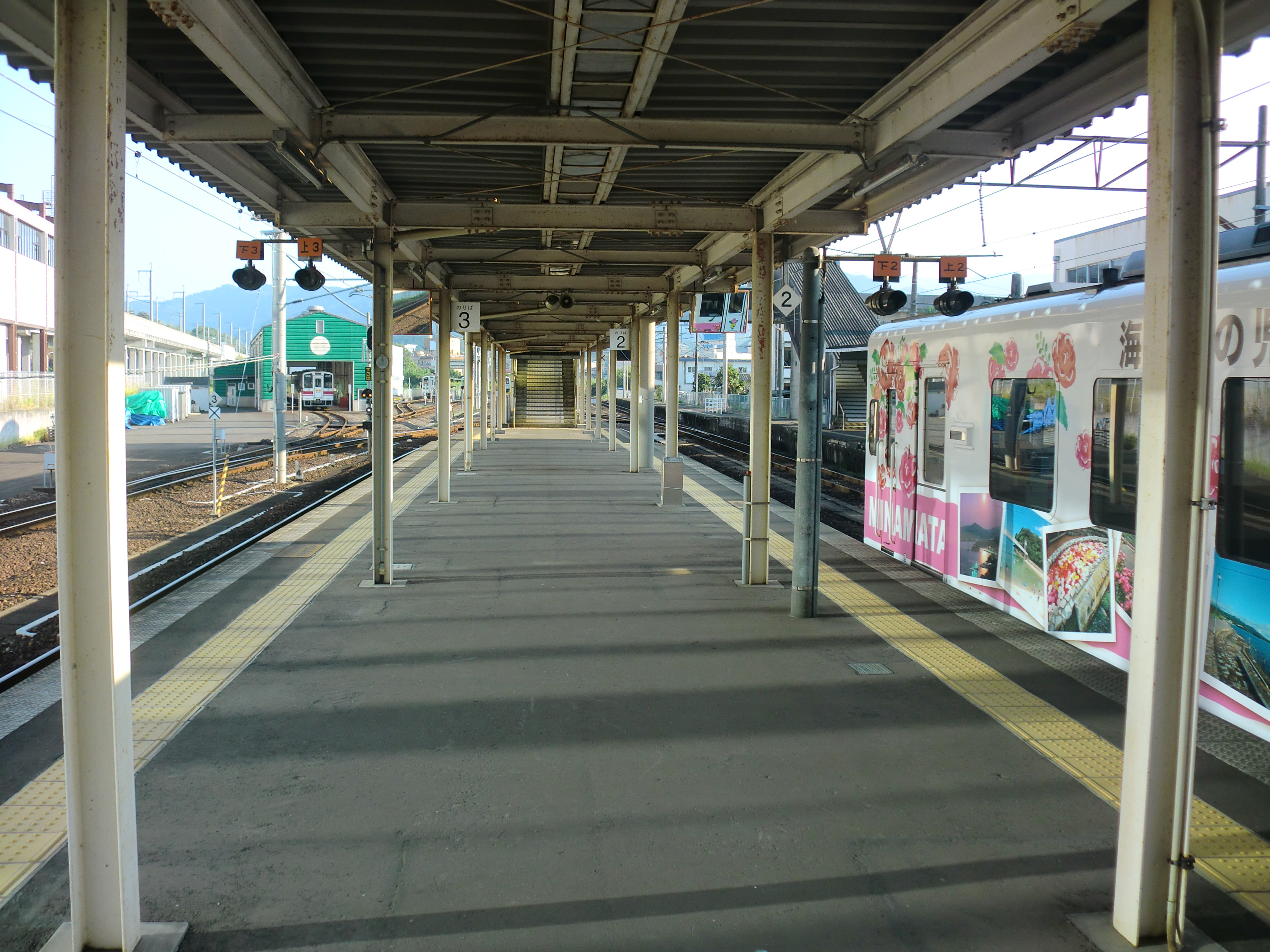
ホーム
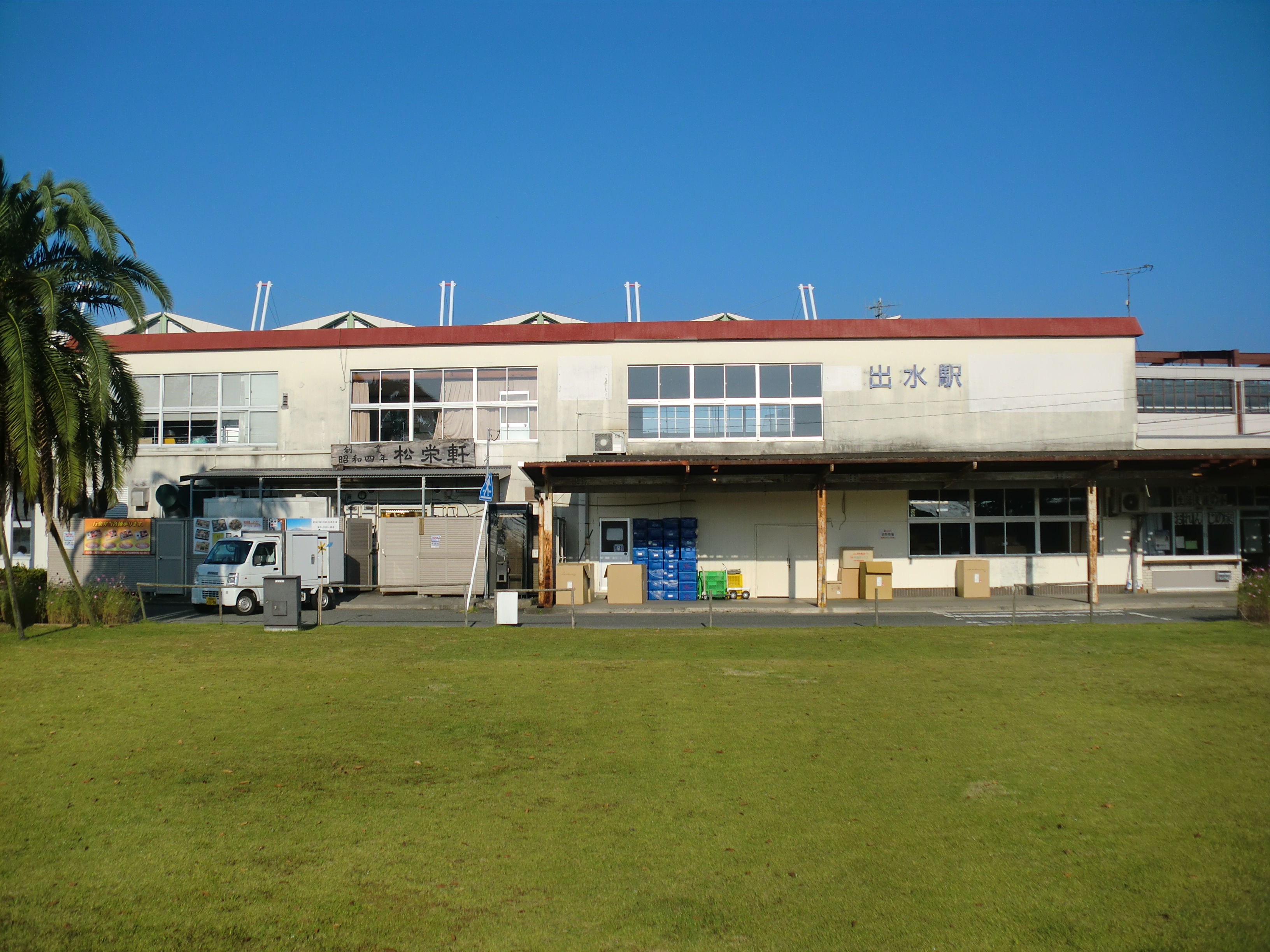
元駅舎
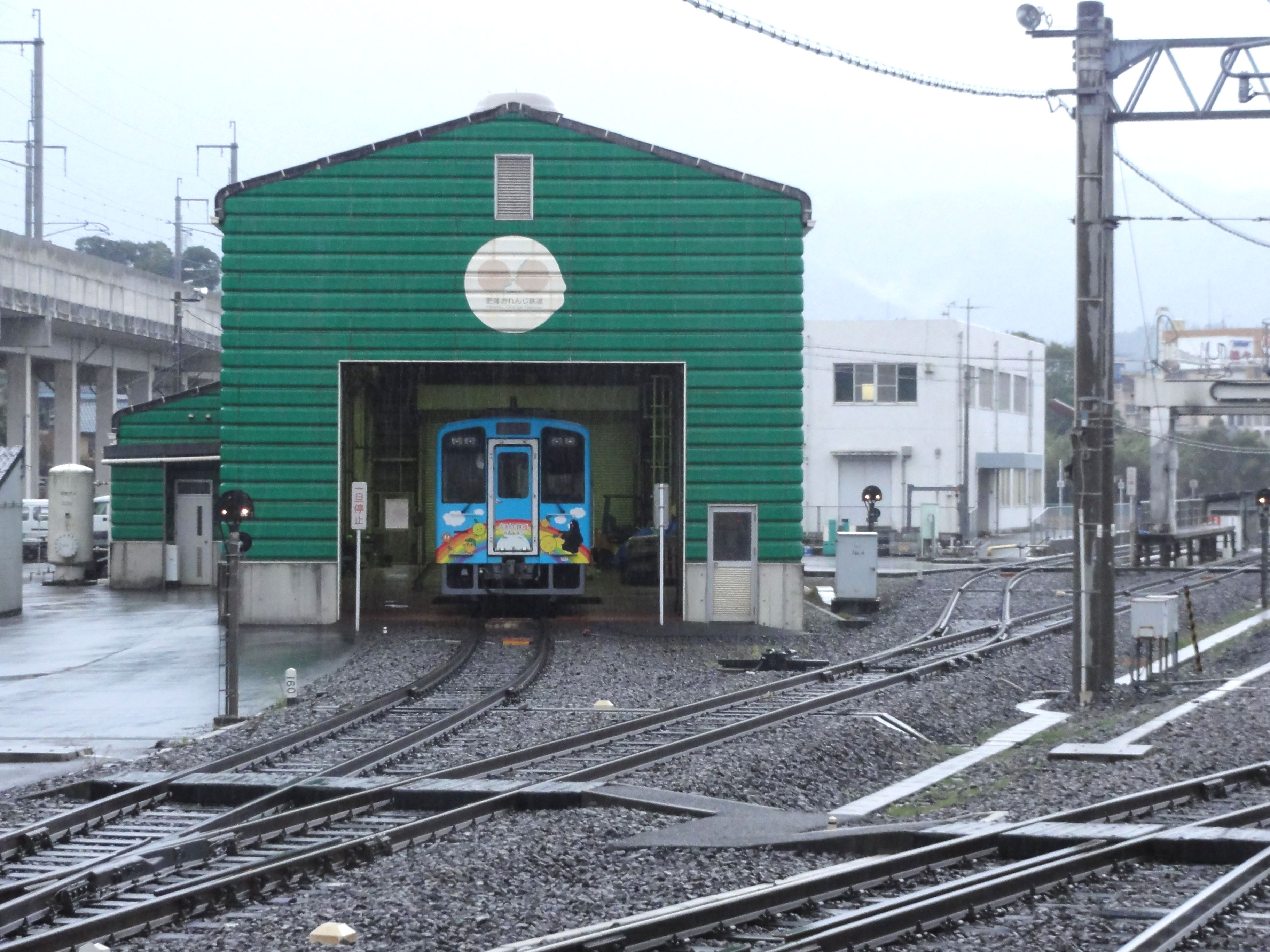
車両基地
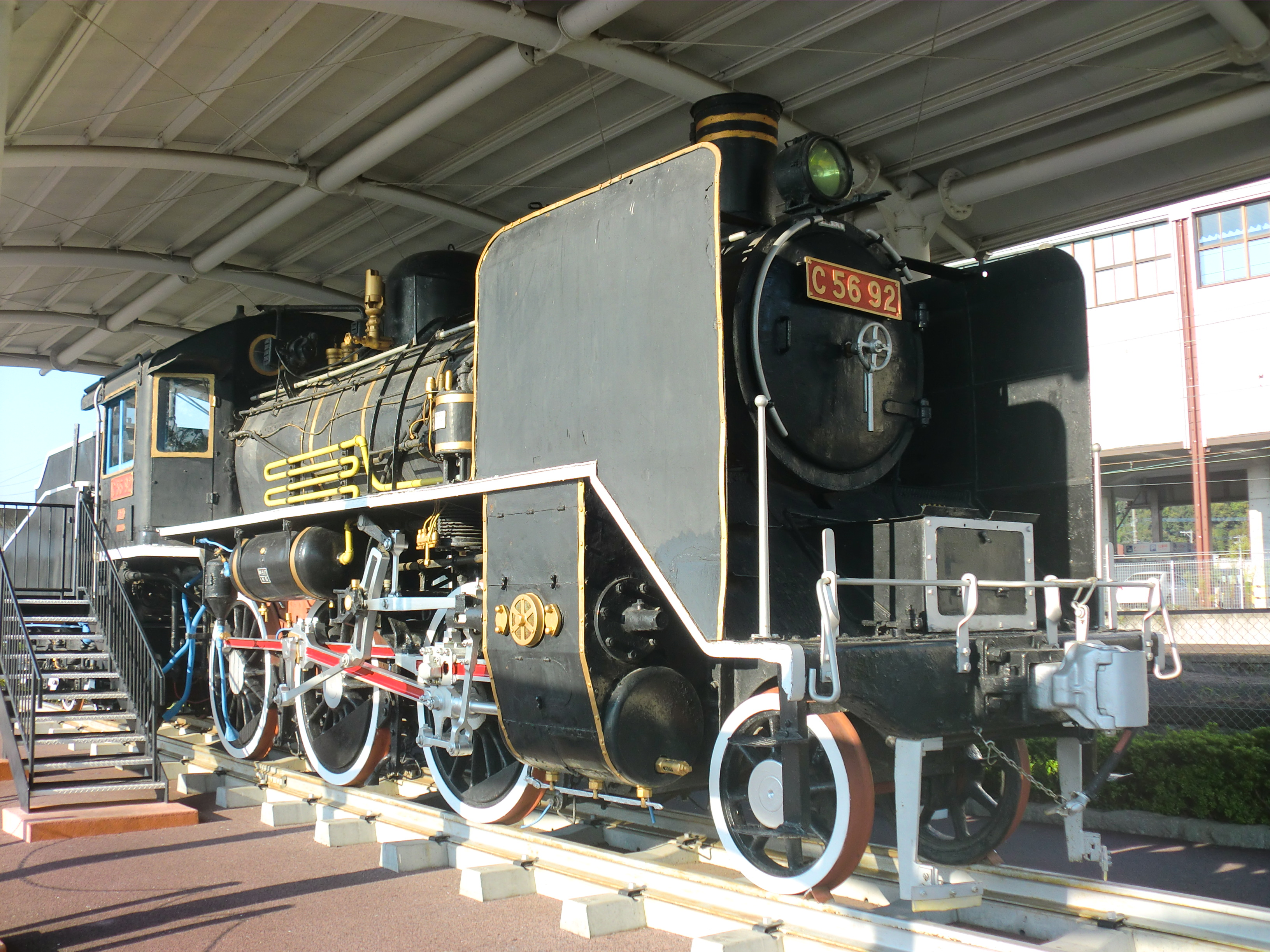
C56形92号機

## 各工場専用線（廃止）
かつての国鉄時代は駅北側に構内専用線用のターミナルや貨車引上線があり、そこから沿道の踏切を渡って駅北東側にあった出水製紙出水工場（1981年倒産。跡地は日立金属ネオマテリアル鹿児島工場（旧・株式会社NEOMAXマテリアル鹿児島→日立金属ナノテック）と大豊工業九州工場が建っている）、日本アルコール産業九州工場、共同石油・伊藤忠燃料（現・出水ガス）、鶏協飼料（現・マルイ飼料）の各工場への広大な専用線が敷かれていた。
しかし、出水製紙株式会社が1981年5月末に経営破綻した事で同年6月2日に出水工場が閉鎖され専用線が廃止されたのを手始めに、その他に残った専用線も1984年2月1日国鉄ダイヤ改正の貨物取扱廃止に伴い全廃され、その際に側線や踏切等の施設も殆どが撤去された。構内専用線の跡地は一部が肥薩おれんじ鉄道車両の留置線として使用されている他引上線跡も残り、他の跡地も道路や田畑、農道、駐車場、住宅地等に転用されている。

## 駅弁
主な駅弁は下記の通り。
- えびめし

## 利用状況
各年度の各社乗車人員は以下の通り。
2014年度の駅取扱収入は16億6600万円で、JR九州の駅としては第20位である。
JR九州の出水駅では、新幹線用定期乗車券「新幹線エクセルパス」の利用者が九州新幹線の全区間の中でも非常に多く、当駅 - 鹿児島中央駅間の利用者数は2014年9月末時点で492人に達している。
これは九州新幹線の定期乗車券の区間別利用者数では2014年9月末時点で博多駅 - 熊本駅間、川内駅 - 鹿児島中央駅間に次ぐ第3位の利用者数である。
| 年度 | 乗車人員推移（1日平均） | 乗車人員推移（1日平均） | 乗車人員推移（1日平均） |
| 年度 | JR                      | 新幹線 定期             | 肥薩                    |
| ---- | ----------------------- | ----------------------- | ----------------------- |
| 2005 | 736                     | 183                     | 130                     |
| 2006 | 887                     | 332                     | 128                     |
| 2007 | 953                     | 401                     | 135                     |
| 2008 | 999                     | 448                     | 136                     |
| 2009 | 1,021                   | 540                     | 129                     |
| 2010 | 1,041                   | 559                     | 131                     |
| 2011 | 1,200                   | 608                     | 138                     |
| 2012 | 1,228                   |                         | 142                     |
| 2013 | 1,236                   |                         | 154                     |
| 2014 | 1,207                   |                         | 161                     |
| 2015 | 1,230                   |                         | 158                     |
| 2016 | 1,164                   |                         |                         |
| 2017 | 1,154                   |                         |                         |
| 2018 | 1,130                   |                         |                         |
| 2019 | 1,125                   |                         |                         |
| 2020 | 805                     |                         |                         |

## 駅周辺
JR出水駅側の東口駅前には主だった店舗が存在しない。西口側はかつての国鉄、JR線時代の改札口だったため現在も旅館や食堂の建物があるが、駅前ホテル等を除いてほとんどが廃業状態となっている。また、西口側は路線バス乗り場がある他、西側の徒歩数分の所に大通りがあり大型ロードサイド店舗が散見される。東側の国道沿いにはかつては駅前デパートの出水壽屋が存在したが、市街地近郊に次々に開店した大型スーパー等に圧されて2000年に閉店し、現在はローソン出水ことぶき店と有料老人ホームことぶきに改装されている。また、デパート跡近くに昔ながらの商店街（出水本町商店街）があるが、こちらも空店舗も多く、寂れて閑散としている。
- ツル飛来地 - 観光名所になっていて、特に出水市荒崎の出水市ツル観察センター周辺が有名。
- 出水麓武家屋敷群 - （東口）
- 雲海酒造鹿児島工場（出水蔵） - 駅前（東口）
- マルイ食品松尾工場 - 駅前（東口）
- 本町商店街 - （東口）
- 有料老人ホームことぶき - （東口）
- 鶴丸会館ホテル - 駅前（東口）
- ホテルウィング・インターナショナル - 駅前（西口）
- ホテルロイヤルイン・ステーションプラザ - 駅前（西口）
- 南国交通出水バスセンター - 駅前（西口）
- 大豊工業九州工場 - 駅前（西口）
- 日立金属ネオマテリアル鹿児島工場 - 駅前（西口）
- マルイ肥料 - 駅前（西口）
- 出水市役所 - （西口）
- 出水税務署 - （西口）
- 鹿児島県出水警察署 - （西口）
- 出水箱崎八幡宮 - （西口）

## バス路線
路線バスは全て肥薩おれんじ鉄道駅舎側の西口から発着している。
- 南国交通（出水営業所）
  - エアポートシャトル：阿久根市役所前 / 鹿児島空港
  - 出水・天草ロマンシャトルバス：出水バスセンター / 蔵之元港
  - 佐潟口 / 水俣車庫
  - 佐潟口 / 平尾車庫前
  - 出水バスセンター / 平尾車庫前
  - 出水バスセンター / だんだん市場前
  - 平尾車庫前 / 総合医療センター
- 出水ふれあいバス
  - 市内各地

その他
- 出水駅と鹿児島空港とを結ぶ連絡バスがある。また2010年10月から天草島の連絡を取るために出水駅と長島町の蔵の元港を結ぶ連絡バス運行されている。
- かつては駅前から国鉄バス・ジェイアール九州バス北薩線や出水市内線が運行されていたが、1996年8月31日の運行を以て廃止された。

## 隣の駅
※肥薩おれんじ鉄道の臨時快速「おれんじ食堂」の隣の停車駅は列車記事を参照のこと。
九州旅客鉄道（JR九州）
 九州新幹線
新水俣駅 - 出水駅 - 川内駅
肥薩おれんじ鉄道
■肥薩おれんじ鉄道線
米ノ津駅（OR15） - 出水駅（OR16） - 西出水駅（OR17）

### 「いずみ」と読む他の駅
- 泉駅 (福島市) - 福島交通飯坂線の駅
- 泉駅 (福島県いわき市) - JR東日本常磐線の駅